# Nicolas Gruardet
Nicolas Gruardet, né le 4 août 1764 à Chaignay en Côte-d'Or et mort le 4 janvier 1836 à Oloron-Sainte-Marie dans les Pyrénées-Atlantiques, est un général français de la Révolution et de l’Empire.

## Biographie
Il entre en service comme soldat dans le régiment de Bourbon-infanterie le 20 décembre 1783. Fait caporal le 7 janvier 1787, il obtient son congé le 20 décembre 1791.
Le 8 janvier 1792, il entre en qualité de caporal dans le 2e bataillon de volontaires de la Côte-d'Or et est promu adjudant sous-officier le 19 avril 1792, puis lieutenant de grenadiers le 15 avril 1793. Il participe aux campagnes de 1792 à l'armée du Nord, sous les ordres de Lafayette, et de 1793 à l'armée du Rhin commandée par Custine. Il est nommé adjudant-major le 28 février 1794 et est incorporé avec son bataillon dans la 117e demi-brigade de première formation qui devient plus tard la 75e demi-brigade de seconde formation. Il passe capitaine le 20 mai 1794.
Affecté à l'armée d'Italie, Gruardet est blessé d'un coup de feu au côté gauche le 9 avril 1796 au combat de Voltri ; il est également blessé aux batailles d'Arcole et de Rivoli. Promu chef de bataillon le 21 décembre 1796 dans la 4e demi-brigade d'infanterie légère de seconde formation, il préfère conserver sa compagnie de grenadiers et il reste attaché à la 75e avec rang de chef de bataillon. Il fait la campagne d'Égypte où il se signale particulièrement aux sièges de Jaffa et de Saint-Jean-d'Acre. Il se fait remarquer lors de l'insurrection du Caire le 23 mars 1800, lorsqu'il est mis hors de combat par un coup de feu à la tête.
Rentré en France, il est nommé chef de la 92e demi-brigade seconde formation le 29 janvier 1803, avec laquelle il fait la campagne gallo-batave sous les ordres du général Victor. Il est fait chevalier de la Légion d'honneur le 11 décembre 1803 et officier de l'ordre le 14 juin 1804. Le 20 septembre 1807, Napoléon lui donne le commandement du 1er régiment supplémentaire : ce corps, formé des 3e, 4e et 5e légion de réserve, prend le 1er janvier 1809 le nom de 122e régiment d'infanterie.
Il est promu général de brigade le 6 août 1811 et rejoint le jour même le camp sous Bayonne. Il fait les campagnes de 1813 et 1814 en Espagne et en France. Il se trouve les 9 et 13 décembre 1813 aux combats qui se déroulent sur la Nive et à la bataille d'Irube, ainsi qu'à la bataille d'Orthez le 27 février 1814, où il arrête la marche de l'ennemi et où il est grièvement blessé. Le 9 mai 1815, l'Empereur lui confie le commandement des gardes nationaux de la 13e division militaire. Le général Gruardet est finalement admis à la retraite le 6 octobre 1815.